# Японский терпуг
Японский терпуг (лат. Hexagrammos otakii) — морская донная рыба семейства терпуговых (Hexagrammidae). Длина тела японского терпуга — до 30 см, но он вырастает и до 50 см. Японский терпуг обитает у берегов Японии, Кореи и Северного Китая. Японский терпуг ценная промысловая рыба. Его мясо считается очень вкусным. Молодых японских терпугов изредка содержат как аквариумных рыб.